# ジョージア国家警備隊

国家警備隊旗

ジョージア国家警備隊（ジョージアこっかけいびたい、グルジア語：საქართველოს ეროვნული გვარდია）は、ジョージア（グルジア）における武装部隊。ジョージア軍の一部である。人員は約500名。

## 概要
旧ソ連時代末期の1990年12月20日に、ソ連中央に対抗する武装部隊として設立された。設立時の人員は、民間からの志願兵によって構成された。グルジア独立直後は、国内治安維持にあたり、アセチアやアブハジアの民族紛争にも投入された。このほか、1990年代前半にはテンギス・キトバニに率いられ、私兵としても用いられ、ムヘドリオーニ(en:Mkhedrioni)とは対抗関係にあり、国内の混乱に拍車をかけている。1994年にエドゥアルド・シェワルナゼのイニシャティブにより、国防省傘下に入り再編成され、国軍の一部となった。ジョージア軍はジョージア初の武装組織としての国家警備隊を前身の組織と見ている。2007年時点では4個旅団（基幹部隊）編制。
2008年時点では、一線兵力としてではなく、国家防衛、騒乱鎮圧や災害救援、予備役の訓練・動員を目的としている。